# هر شماره‌ای می‌تواند برنده باشد
هر شماره‌ای می‌تواند برنده باشد (فرانسوی: Mélodie en sous-sol‎) فیلمی در ژانر جنایی و سرقت به کارگردانی آنری ورنوی است که در سال ۱۹۶۳ منتشر شد. از بازیگران آن می‌توان به ژان گابن، آلن دلون، ویوین رومنس، ژان کارمه، خوزه لوئیس د ویلایونگا، برنار موسون و ژرژ ویلسون اشاره کرد.